# Aire urbaine de Forcalquier
L'aire urbaine de Forcalquier est une aire urbaine française centrée sur l'unité urbaine de Forcalquier dans les Alpes-de-Haute-Provence. Composée de 3 communes, elle comptait 6 353 habitants en 2013.

## Composition
| Nom         | Code Insee | Statut | Superficie (km2) | Population (dernière pop. légale) | Densité (hab./km2) |
| ----------- | ---------- | ------ | ---------------- | --------------------------------- | ------------------ |
| Fontienne   | 04087      |        | 8,18             | 131 (2022)                        | 16                 |
| Forcalquier | 04088      |        | 42,76            | 5 142 (2022)                      | 120                |
| Mane        | 04111      |        | 22               | 1 390 (2022)                      | 63                 |